# Биробиџан
Биробиџан (рус. Биробиджан, јид. ביראָבידזשאן) град је у Русији и главни град Јеврејске аутономне области на Далеком истоку Русије. Налази се 172 km западно од Хабаровска.
Насеље је основано 1915. под именом Тихоњкаја (Тихонькая), а преименовано је у Биробиџан 1931.. Име потиче од имена двеју река у овом крају (Биро и Биџан). Статус града Биробиџан је добио 1937.
Према попису становништва из 2010. у граду је живело 75.419 становника. У граду је једна од станица Транссибирске железнице. Од грађевина у Биробиџану најпознатија је синагога, коју данас користе јевреји и адвентисти. Синагога је поново изграђена 1984, пошто је претходна изгорела 1950.

## Становништво
Према прелиминарним подацима са пописа, у граду је 2010. живело 75.419 становника, 1.831 (2,37%) мање него 2002.
| 1939.  | 1959.  | 1970.  | 1979.  | 1989.  | 2002.  | 2010.  |
| ------ | ------ | ------ | ------ | ------ | ------ | ------ |
| 29.648 | 40.667 | 55.724 | 68.630 | 83.667 | 77.250 | 75.413 |

## Међународна сарадња
- Бивертон
- Хеганг
- Малот Таршиха
- Нигата